# Saint-Lucien (Québec)
Saint-Lucien è un comune del Canada, situato nella provincia del Québec, nella regione di Centre-du-Québec.